# Wereldkampioenschap voetbal onder 17 - 2019
Het FIFA Wereldkampioenschap voetbal onder 17 van 2019 was de achttiende editie van het wereldkampioenschap voetbal voor spelers tot 17 jaar. Het toernooi werd van 26 oktober 2019 tot en met 17 november 2019 in Brazilië gehouden. Engeland is de regerend wereldkampioen die twee jaar eerder Spanje met 5-2 versloeg in de finale.

## Kandidaat-gastlanden
Twee landen hadden zich kandidaat gesteld voor de organisatie van het toernooi.
- Peru[3]
- Rwanda[4] (teruggetrokken)

## Gekwalificeerde landen
| Confederatie                                   | Kwalificatietoernooi                                                                      | Gekwalificeerde landen                  |
| ---------------------------------------------- | ----------------------------------------------------------------------------------------- | --------------------------------------- |
| AFC (Azië)                                     | Aziatisch kampioenschap voetbal onder 16 - 2018 Maleisië, 20 september – 7 oktober 2018   | Australië Japan Tadzjikistan Zuid-Korea |
| CAF (Afrika)                                   | Afrikaans kampioenschap voetbal onder 17 - 2019 Tanzania, 14–28 april 2019                | Kameroen Angola Nigeria Senegal         |
| CONCACAF (Noord, Centraal-Amerika & Caribbean) | CONCACAF-kampioenschap voetbal onder 17 - 2019 Verenigde Staten, 1–16 mei 2019            | Haïti Canada Verenigde Staten Mexico    |
| CONMEBOL (Zuid-Amerika)                        | Zuid-Amerikaans kampioenschap voetbal onder 17 - 2019 Peru, 21 maart 2019 – 14 april 2019 | Argentinië Chili Paraguay Ecuador       |
| OFC (Oceanië)                                  | Oceanisch kampioenschap voetbal onder 16 - 2018 Salomonseilanden, 9–22 september 2018     | Nieuw-Zeeland Salomonseilanden          |
| UEFA (Europa)                                  | Europees kampioenschap voetbal mannen onder 17 - 2019 Ierland, 3–19 mei 2019              | Italië Nederland Spanje Frankrijk       |
| Gastland                                       | Gastland                                                                                  | Brazilië                                |

## Speelsteden
De speelsteden en stadions werden bekendgemaakt op 3 juni 2019 in Parijs.
| Brasilia                                        | Goiânia                               | Goiânia                                   |
| ----------------------------------------------- | ------------------------------------- | ----------------------------------------- |
| Estádio Nacional de Brasília Capaciteit: 69.432 | Estádio da Serrinha Capaciteit: 9.900 | Estádio Olímpico Capaciteit: 13.500       |
|                                                 |                                       |                                           |
| · Brasilia Goiânia Gama Cariacica               | · Brasilia Goiânia Gama Cariacica     | Gama                                      |
| · Brasilia Goiânia Gama Cariacica               | · Brasilia Goiânia Gama Cariacica     | Estádio Bezerrão Capaciteit: 20.310       |
| · Brasilia Goiânia Gama Cariacica               | · Brasilia Goiânia Gama Cariacica     |                                           |
| · Brasilia Goiânia Gama Cariacica               | · Brasilia Goiânia Gama Cariacica     | Cariacica                                 |
| · Brasilia Goiânia Gama Cariacica               | · Brasilia Goiânia Gama Cariacica     | Estádio Kléber Andrade Capaciteit: 21.000 |
| · Brasilia Goiânia Gama Cariacica               | · Brasilia Goiânia Gama Cariacica     |                                           |

## Groepsfase

### Groep A
| Pos | Team          | Wed | W | G | V | Ptn | DV | DT | +/− | Kwalificatie       |
| --- | ------------- | --- | - | - | - | --- | -- | -- | --- | ------------------ |
| 1   | Brazilië (G)  | 3   | 3 | 0 | 0 | 9   | 9  | 1  | +8  | Naar Knock-outfase |
| 2   | Angola        | 3   | 2 | 0 | 1 | 6   | 4  | 4  | 0   | Naar Knock-outfase |
| 3   | Nieuw-Zeeland | 3   | 1 | 0 | 2 | 3   | 2  | 5  | −3  |                    |
| 4   | Canada        | 3   | 0 | 0 | 3 | 0   | 2  | 7  | −5  |                    |

|                       |                                                 |               |                  |                                                                                      |
| 26 oktober 2019 17:00 | Brazilië                                        | 4–1           | Canada           | Stadion: Estádio Bezerrão, Gama Toeschouwers: 11.468 Scheidsrechter: Srđan Jovanović |
| 26 oktober 2019 17:00 | Peglow 17', 46' Franklin 45+1' (e.d.) Veron 56' | wedstrijdinfo | 86' Russell-Rowe | Stadion: Estádio Bezerrão, Gama Toeschouwers: 11.468 Scheidsrechter: Srđan Jovanović |
| 26 oktober 2019 17:00 |                                                 |               |                  | Stadion: Estádio Bezerrão, Gama Toeschouwers: 11.468 Scheidsrechter: Srđan Jovanović |
| 26 oktober 2019 17:00 |                                                 |               |                  | Stadion: Estádio Bezerrão, Gama Toeschouwers: 11.468 Scheidsrechter: Srđan Jovanović |
|                       |                                                 |               |                  |                                                                                      |

|                       |               |               |                         |                                                                           |
| 26 oktober 2019 20:00 | Nieuw-Zeeland | 1–2           | Angola                  | Stadion: Estádio Bezerrão, Gama Toeschouwers: 553 Scheidsrechter: Ma Ning |
| 26 oktober 2019 20:00 | Garbett 54'   | wedstrijdinfo | 6' Zini 60' (e.d.) Bark | Stadion: Estádio Bezerrão, Gama Toeschouwers: 553 Scheidsrechter: Ma Ning |
| 26 oktober 2019 20:00 |               |               |                         | Stadion: Estádio Bezerrão, Gama Toeschouwers: 553 Scheidsrechter: Ma Ning |
| 26 oktober 2019 20:00 |               |               |                         | Stadion: Estádio Bezerrão, Gama Toeschouwers: 553 Scheidsrechter: Ma Ning |
|                       |               |               |                         |                                                                           |

|                       |                      |               |                  |                                                                                       |
| 29 oktober 2019 17:00 | Angola               | 2–1           | Canada           | Stadion: Estádio Bezerrão, Gama Toeschouwers: 1.232 Scheidsrechter: Claudia Umpiérrez |
| 29 oktober 2019 17:00 | Zini 31' David 90+4' | wedstrijdinfo | 49' Russell-Rowe | Stadion: Estádio Bezerrão, Gama Toeschouwers: 1.232 Scheidsrechter: Claudia Umpiérrez |
| 29 oktober 2019 17:00 |                      |               |                  | Stadion: Estádio Bezerrão, Gama Toeschouwers: 1.232 Scheidsrechter: Claudia Umpiérrez |
| 29 oktober 2019 17:00 |                      |               |                  | Stadion: Estádio Bezerrão, Gama Toeschouwers: 1.232 Scheidsrechter: Claudia Umpiérrez |
|                       |                      |               |                  |                                                                                       |

|                       |                                           |               |               |                                                                                    |
| 29 oktober 2019 20:00 | Brazilië                                  | 3–0           | Nieuw-Zeeland | Stadion: Estádio Bezerrão, Gama Toeschouwers: 14.158 Scheidsrechter: Mario Escobar |
| 29 oktober 2019 20:00 | Kaio 20' Couto 42' Talles 81' Diego 90+1' | wedstrijdinfo |               | Stadion: Estádio Bezerrão, Gama Toeschouwers: 14.158 Scheidsrechter: Mario Escobar |
| 29 oktober 2019 20:00 |                                           |               |               | Stadion: Estádio Bezerrão, Gama Toeschouwers: 14.158 Scheidsrechter: Mario Escobar |
| 29 oktober 2019 20:00 |                                           |               |               | Stadion: Estádio Bezerrão, Gama Toeschouwers: 14.158 Scheidsrechter: Mario Escobar |
|                       |                                           |               |               |                                                                                    |

|                       |        |               |                      |                                                                                       |
| 1 november 2019 20:00 | Angola | 0–2           | Brazilië             | Stadion: Estádio Olímpico, Goiânia Toeschouwers: 8.203 Scheidsrechter: Andreas Ekberg |
| 1 november 2019 20:00 |        | wedstrijdinfo | 68' Talles 77' Veron | Stadion: Estádio Olímpico, Goiânia Toeschouwers: 8.203 Scheidsrechter: Andreas Ekberg |
| 1 november 2019 20:00 |        |               |                      | Stadion: Estádio Olímpico, Goiânia Toeschouwers: 8.203 Scheidsrechter: Andreas Ekberg |
| 1 november 2019 20:00 |        |               |                      | Stadion: Estádio Olímpico, Goiânia Toeschouwers: 8.203 Scheidsrechter: Andreas Ekberg |
|                       |        |               |                      |                                                                                       |

|                       |        |               |               |                                                                                         |
| 1 november 2019 20:00 | Canada | 0–1           | Nieuw-Zeeland | Stadion: Estádio Bezerrão, Gama Toeschouwers: 1.154 Scheidsrechter: Mario Díaz de Vivar |
| 1 november 2019 20:00 |        | wedstrijdinfo | 27' Garbett   | Stadion: Estádio Bezerrão, Gama Toeschouwers: 1.154 Scheidsrechter: Mario Díaz de Vivar |
| 1 november 2019 20:00 |        |               |               | Stadion: Estádio Bezerrão, Gama Toeschouwers: 1.154 Scheidsrechter: Mario Díaz de Vivar |
| 1 november 2019 20:00 |        |               |               | Stadion: Estádio Bezerrão, Gama Toeschouwers: 1.154 Scheidsrechter: Mario Díaz de Vivar |
|                       |        |               |               |                                                                                         |

### Groep B
| Pos | Team      | Wed | W | G | V | Ptn | DV | DT | +/− | Kwalificatie       |
| --- | --------- | --- | - | - | - | --- | -- | -- | --- | ------------------ |
| 1   | Nigeria   | 3   | 2 | 0 | 1 | 6   | 8  | 6  | +2  | Naar Knock-outfase |
| 2   | Ecuador   | 3   | 2 | 0 | 1 | 6   | 7  | 6  | +1  | Naar Knock-outfase |
| 3   | Australië | 3   | 1 | 1 | 1 | 4   | 5  | 5  | 0   | Naar Knock-outfase |
| 4   | Hongarije | 3   | 0 | 1 | 2 | 1   | 6  | 9  | −3  |                    |

|                       |                                                |               |                       |                                                                                 |
| 26 oktober 2019 17:00 | Nigeria                                        | 4–2           | Hongarije             | Stadion: Estádio Olímpico, Goiânia Toeschouwers: 944 Scheidsrechter: Diego Haro |
| 26 oktober 2019 17:00 | Tijani 20' (pen.), 85' Ibrahim 79' Adeniyi 81' | wedstrijdinfo | 3' Komáromi 28' Major | Stadion: Estádio Olímpico, Goiânia Toeschouwers: 944 Scheidsrechter: Diego Haro |
| 26 oktober 2019 17:00 |                                                |               |                       | Stadion: Estádio Olímpico, Goiânia Toeschouwers: 944 Scheidsrechter: Diego Haro |
| 26 oktober 2019 17:00 |                                                |               |                       | Stadion: Estádio Olímpico, Goiânia Toeschouwers: 944 Scheidsrechter: Diego Haro |
|                       |                                                |               |                       |                                                                                 |

|                       |                             |               |           |                                                                                     |
| 26 oktober 2019 20:00 | Ecuador                     | 2–1           | Australië | Stadion: Estádio Olímpico, Goiânia Toeschouwers: 337 Scheidsrechter: Andreas Ekberg |
| 26 oktober 2019 20:00 | Plúas 4' Mlinaric 9' (e.d.) | wedstrijdinfo | 90' Botic | Stadion: Estádio Olímpico, Goiânia Toeschouwers: 337 Scheidsrechter: Andreas Ekberg |
| 26 oktober 2019 20:00 |                             |               |           | Stadion: Estádio Olímpico, Goiânia Toeschouwers: 337 Scheidsrechter: Andreas Ekberg |
| 26 oktober 2019 20:00 |                             |               |           | Stadion: Estádio Olímpico, Goiânia Toeschouwers: 337 Scheidsrechter: Andreas Ekberg |
|                       |                             |               |           |                                                                                     |

|                       |                   |               |                                   |                                                                                      |
| 29 oktober 2019 17:00 | Nigeria           | 3–2           | Ecuador                           | Stadion: Estádio Olímpico, Goiânia Toeschouwers: 311 Scheidsrechter: Khamis Al-Marri |
| 29 oktober 2019 17:00 | Said 5', 85', 89' | wedstrijdinfo | 10' (e.d.) Jinadu 56' (pen.) Mina | Stadion: Estádio Olímpico, Goiânia Toeschouwers: 311 Scheidsrechter: Khamis Al-Marri |
| 29 oktober 2019 17:00 |                   |               |                                   | Stadion: Estádio Olímpico, Goiânia Toeschouwers: 311 Scheidsrechter: Khamis Al-Marri |
| 29 oktober 2019 17:00 |                   |               |                                   | Stadion: Estádio Olímpico, Goiânia Toeschouwers: 311 Scheidsrechter: Khamis Al-Marri |
|                       |                   |               |                                   |                                                                                      |

|                       |                            |               |                                |                                                                                        |
| 29 oktober 2019 20:00 | Australië                  | 2–2           | Hongarije                      | Stadion: Estádio Olímpico, Goiânia Toeschouwers: 233 Scheidsrechter: Amin Mohamed Omar |
| 29 oktober 2019 20:00 | Botic 69' (pen.) Watts 74' | wedstrijdinfo | 14' Baráth 20' (pen.) Zuigeber | Stadion: Estádio Olímpico, Goiânia Toeschouwers: 233 Scheidsrechter: Amin Mohamed Omar |
| 29 oktober 2019 20:00 |                            |               |                                | Stadion: Estádio Olímpico, Goiânia Toeschouwers: 233 Scheidsrechter: Amin Mohamed Omar |
| 29 oktober 2019 20:00 |                            |               |                                | Stadion: Estádio Olímpico, Goiânia Toeschouwers: 233 Scheidsrechter: Amin Mohamed Omar |
|                       |                            |               |                                |                                                                                        |

|                       |                       |               |             |                                                                                 |
| 1 november 2019 17:00 | Australië             | 2–1           | Nigeria     | Stadion: Estádio Bezerrão, Gama Toeschouwers: 851 Scheidsrechter: István Kovács |
| 1 november 2019 17:00 | Botic 13', 54' (pen.) | wedstrijdinfo | 21' Olawale | Stadion: Estádio Bezerrão, Gama Toeschouwers: 851 Scheidsrechter: István Kovács |
| 1 november 2019 17:00 |                       |               |             | Stadion: Estádio Bezerrão, Gama Toeschouwers: 851 Scheidsrechter: István Kovács |
| 1 november 2019 17:00 |                       |               |             | Stadion: Estádio Bezerrão, Gama Toeschouwers: 851 Scheidsrechter: István Kovács |
|                       |                       |               |             |                                                                                 |

|                       |                 |               |                               |                                                                              |
| 1 november 2019 17:00 | Hongarije       | 2–3           | Ecuador                       | Stadion: Estádio Olímpico, Goiânia Toeschouwers: 890 Scheidsrechter: Ma Ning |
| 1 november 2019 17:00 | Németh 50', 73' | wedstrijdinfo | 66' Vite 68' Mercado 86' Mina | Stadion: Estádio Olímpico, Goiânia Toeschouwers: 890 Scheidsrechter: Ma Ning |
| 1 november 2019 17:00 |                 |               |                               | Stadion: Estádio Olímpico, Goiânia Toeschouwers: 890 Scheidsrechter: Ma Ning |
| 1 november 2019 17:00 |                 |               |                               | Stadion: Estádio Olímpico, Goiânia Toeschouwers: 890 Scheidsrechter: Ma Ning |
|                       |                 |               |                               |                                                                              |

### Groep C
| Pos | Team       | Wed | W | G | V | Ptn | DV | DT | +/− | Kwalificatie       |
| --- | ---------- | --- | - | - | - | --- | -- | -- | --- | ------------------ |
| 1   | Frankrijk  | 3   | 3 | 0 | 0 | 9   | 7  | 1  | +6  | Naar Knock-outfase |
| 2   | Zuid-Korea | 3   | 2 | 0 | 1 | 6   | 5  | 5  | 0   | Naar Knock-outfase |
| 3   | Chili      | 3   | 1 | 0 | 2 | 3   | 5  | 6  | −1  | Naar Knock-outfase |
| 4   | Haïti      | 3   | 0 | 0 | 3 | 0   | 3  | 8  | −5  |                    |

|                       |                               |               |       |                                                                                       |
| 27 oktober 2019 17:00 | Frankrijk                     | 2–0           | Chili | Stadion: Estádio da Serrinha, Goiânia Toeschouwers: 1.469 Scheidsrechter: Iván Barton |
| 27 oktober 2019 17:00 | Agoumé 63' (pen.) Lihadji 64' | wedstrijdinfo |       | Stadion: Estádio da Serrinha, Goiânia Toeschouwers: 1.469 Scheidsrechter: Iván Barton |
| 27 oktober 2019 17:00 |                               |               |       | Stadion: Estádio da Serrinha, Goiânia Toeschouwers: 1.469 Scheidsrechter: Iván Barton |
| 27 oktober 2019 17:00 |                               |               |       | Stadion: Estádio da Serrinha, Goiânia Toeschouwers: 1.469 Scheidsrechter: Iván Barton |
|                       |                               |               |       |                                                                                       |

|                       |                                                       |               |            |                                                                                        |
| 27 oktober 2019 20:00 | Zuid-Korea                                            | 2–1           | Haïti      | Stadion: Estádio da Serrinha, Goiânia Toeschouwers: 1.433 Scheidsrechter: Victor Gomes |
| 27 oktober 2019 20:00 | Lee Tae-seok 7', 79' Eom Ji-sung 26' Choi Min-seo 41' | wedstrijdinfo | 88' Sainte | Stadion: Estádio da Serrinha, Goiânia Toeschouwers: 1.433 Scheidsrechter: Victor Gomes |
| 27 oktober 2019 20:00 |                                                       |               |            | Stadion: Estádio da Serrinha, Goiânia Toeschouwers: 1.433 Scheidsrechter: Victor Gomes |
| 27 oktober 2019 20:00 |                                                       |               |            | Stadion: Estádio da Serrinha, Goiânia Toeschouwers: 1.433 Scheidsrechter: Victor Gomes |
|                       |                                                       |               |            |                                                                                        |

|                       |                    |               |                                        |                                                                                         |
| 30 oktober 2019 17:00 | Zuid-Korea         | 1–3           | Frankrijk                              | Stadion: Estádio da Serrinha, Goiânia Toeschouwers: 696 Scheidsrechter: Adonai Escobedo |
| 30 oktober 2019 17:00 | Jeong Sang-bin 89' | wedstrijdinfo | 17' Kalimuendo 42' Pembele 78' Lihadji | Stadion: Estádio da Serrinha, Goiânia Toeschouwers: 696 Scheidsrechter: Adonai Escobedo |
| 30 oktober 2019 17:00 |                    |               |                                        | Stadion: Estádio da Serrinha, Goiânia Toeschouwers: 696 Scheidsrechter: Adonai Escobedo |
| 30 oktober 2019 17:00 |                    |               |                                        | Stadion: Estádio da Serrinha, Goiânia Toeschouwers: 696 Scheidsrechter: Adonai Escobedo |
|                       |                    |               |                                        |                                                                                         |

|                       |                                                |               |                                                 |                                                                                          |
| 30 oktober 2019 20:00 | Chili                                          | 4–2           | Haïti                                           | Stadion: Estádio da Serrinha, Goiânia Toeschouwers: 759 Scheidsrechter: Andris Treimanis |
| 30 oktober 2019 20:00 | Rojas 11' Ceneus 45' (e.d.) Tapia 52' Tati 89' | wedstrijdinfo | 31', 37' Jeanty 37' (pen.) Jeanty 55' Jolicoeur | Stadion: Estádio da Serrinha, Goiânia Toeschouwers: 759 Scheidsrechter: Andris Treimanis |
| 30 oktober 2019 20:00 |                                                |               |                                                 | Stadion: Estádio da Serrinha, Goiânia Toeschouwers: 759 Scheidsrechter: Andris Treimanis |
| 30 oktober 2019 20:00 |                                                |               |                                                 | Stadion: Estádio da Serrinha, Goiânia Toeschouwers: 759 Scheidsrechter: Andris Treimanis |
|                       |                                                |               |                                                 |                                                                                          |

|                       |          |               |                                      |                                                                                               |
| 2 november 2019 17:00 | Chili    | 1–2           | Zuid-Korea                           | Stadion: Estádio Kléber Andrade, Cariacica Toeschouwers: 4.686 Scheidsrechter: Georgi Kabakov |
| 2 november 2019 17:00 | Oroz 41' | wedstrijdinfo | 1' Paik Sang-hoon 30' Hong Sung-wook | Stadion: Estádio Kléber Andrade, Cariacica Toeschouwers: 4.686 Scheidsrechter: Georgi Kabakov |
| 2 november 2019 17:00 |          |               |                                      | Stadion: Estádio Kléber Andrade, Cariacica Toeschouwers: 4.686 Scheidsrechter: Georgi Kabakov |
| 2 november 2019 17:00 |          |               |                                      | Stadion: Estádio Kléber Andrade, Cariacica Toeschouwers: 4.686 Scheidsrechter: Georgi Kabakov |
|                       |          |               |                                      |                                                                                               |

|                       |       |               |                        |                                                                                        |
| 2 november 2019 17:00 | Haïti | 0–2           | Frankrijk              | Stadion: Estádio da Serrinha, Goiânia Toeschouwers: 1.016 Scheidsrechter: Nick Waldron |
| 2 november 2019 17:00 |       | wedstrijdinfo | 78' (pen.), 79' Rutter | Stadion: Estádio da Serrinha, Goiânia Toeschouwers: 1.016 Scheidsrechter: Nick Waldron |
| 2 november 2019 17:00 |       |               |                        | Stadion: Estádio da Serrinha, Goiânia Toeschouwers: 1.016 Scheidsrechter: Nick Waldron |
| 2 november 2019 17:00 |       |               |                        | Stadion: Estádio da Serrinha, Goiânia Toeschouwers: 1.016 Scheidsrechter: Nick Waldron |
|                       |       |               |                        |                                                                                        |

### Groep D
| Pos | Team             | Wed | W | G | V | Ptn | DV | DT | +/− | Kwalificatie       |
| --- | ---------------- | --- | - | - | - | --- | -- | -- | --- | ------------------ |
| 1   | Japan            | 3   | 2 | 1 | 0 | 7   | 4  | 0  | +4  | Naar Knock-outfase |
| 2   | Senegal          | 3   | 2 | 0 | 1 | 6   | 7  | 3  | +4  | Naar Knock-outfase |
| 3   | Nederland        | 3   | 1 | 0 | 2 | 3   | 5  | 6  | −1  | Naar Knock-outfase |
| 4   | Verenigde Staten | 3   | 0 | 1 | 2 | 1   | 1  | 8  | −7  |                    |

|                       |                   |               |                                              |                                                                                              |
| 27 oktober 2019 17:00 | Verenigde Staten  | 1–4           | Senegal                                      | Stadion: Estádio Kléber Andrade, Cariacica Toeschouwers: 4.266 Scheidsrechter: István Kovács |
| 27 oktober 2019 17:00 | Busio 3' Gray 87' | wedstrijdinfo | 45+3' S. Faye 72' Balde 76' A. Faye 88' Sarr | Stadion: Estádio Kléber Andrade, Cariacica Toeschouwers: 4.266 Scheidsrechter: István Kovács |
| 27 oktober 2019 17:00 |                   |               |                                              | Stadion: Estádio Kléber Andrade, Cariacica Toeschouwers: 4.266 Scheidsrechter: István Kovács |
| 27 oktober 2019 17:00 |                   |               |                                              | Stadion: Estádio Kléber Andrade, Cariacica Toeschouwers: 4.266 Scheidsrechter: István Kovács |
|                       |                   |               |                                              |                                                                                              |

|                       |                                         |               |           | |
| 27 oktober 2019 20:00 | Japan                                   | 3–0           | Nederland | Stadion: Estádio Kléber Andrade, Cariacica Toeschouwers: 5.125 Scheidsrechter: Mario Díaz de Vivar |
| 27 oktober 2019 20:00 | Wakatsuki 36', 69' Nishikawa 77' (pen.) | wedstrijdinfo |           | Stadion: Estádio Kléber Andrade, Cariacica Toeschouwers: 5.125 Scheidsrechter: Mario Díaz de Vivar |
| 27 oktober 2019 20:00 |                                         |               |           | Stadion: Estádio Kléber Andrade, Cariacica Toeschouwers: 5.125 Scheidsrechter: Mario Díaz de Vivar |
| 27 oktober 2019 20:00 |                                         |               |           | Stadion: Estádio Kléber Andrade, Cariacica Toeschouwers: 5.125 Scheidsrechter: Mario Díaz de Vivar |
|                       |                                         |               |           | |

|                       |                        |               |                                  |                                                                                             |
| 30 oktober 2019 17:00 | Nederland              | 1–3           | Senegal                          | Stadion: Estádio Kléber Andrade, Cariacica Toeschouwers: 2.492 Scheidsrechter: Andrés Rojas |
| 30 oktober 2019 17:00 | Bannis 10' Bogarde 85' | wedstrijdinfo | 46', 87' (pen.) Sarr 90+5' Balde | Stadion: Estádio Kléber Andrade, Cariacica Toeschouwers: 2.492 Scheidsrechter: Andrés Rojas |
| 30 oktober 2019 17:00 |                        |               |                                  | Stadion: Estádio Kléber Andrade, Cariacica Toeschouwers: 2.492 Scheidsrechter: Andrés Rojas |
| 30 oktober 2019 17:00 |                        |               |                                  | Stadion: Estádio Kléber Andrade, Cariacica Toeschouwers: 2.492 Scheidsrechter: Andrés Rojas |
|                       |                        |               |                                  |                                                                                             |

|                       |                  |     |       |                                                                                                   |
| 30 oktober 2019 20:00 | Verenigde Staten | 0–0 | Japan | Stadion: Estádio Kléber Andrade, Cariacica Toeschouwers: 3.878 Scheidsrechter: Guillermo Guerrero |
| 30 oktober 2019 20:00 | wedstrijdinfo    |     |       | Stadion: Estádio Kléber Andrade, Cariacica Toeschouwers: 3.878 Scheidsrechter: Guillermo Guerrero |
| 30 oktober 2019 20:00 |                  |     |       | Stadion: Estádio Kléber Andrade, Cariacica Toeschouwers: 3.878 Scheidsrechter: Guillermo Guerrero |
| 30 oktober 2019 20:00 |                  |     |       | Stadion: Estádio Kléber Andrade, Cariacica Toeschouwers: 3.878 Scheidsrechter: Guillermo Guerrero |
|                       |                  |     |       |                                                                                                   |

|                       |                                        |               |                  |                                                                                             |
| 2 november 2019 20:00 | Nederland                              | 4–0           | Verenigde Staten | Stadion: Estádio da Serrinha, Goiânia Toeschouwers: 1.305 Scheidsrechter: Amin Mohamed Omar |
| 2 november 2019 20:00 | Hansen 42', 51' Taabouni 70' Braaf 86' | wedstrijdinfo |                  | Stadion: Estádio da Serrinha, Goiânia Toeschouwers: 1.305 Scheidsrechter: Amin Mohamed Omar |
| 2 november 2019 20:00 |                                        |               |                  | Stadion: Estádio da Serrinha, Goiânia Toeschouwers: 1.305 Scheidsrechter: Amin Mohamed Omar |
| 2 november 2019 20:00 |                                        |               |                  | Stadion: Estádio da Serrinha, Goiânia Toeschouwers: 1.305 Scheidsrechter: Amin Mohamed Omar |
|                       |                                        |               |                  |                                                                                             |

|                       |         |               |               |                                                                                                  |
| 2 november 2019 20:00 | Senegal | 0–1           | Japan         | Stadion: Estádio Kléber Andrade, Cariacica Toeschouwers: 5.984 Scheidsrechter: Claudia Umpiérrez |
| 2 november 2019 20:00 |         | wedstrijdinfo | 83' Nishikawa | Stadion: Estádio Kléber Andrade, Cariacica Toeschouwers: 5.984 Scheidsrechter: Claudia Umpiérrez |
| 2 november 2019 20:00 |         |               |               | Stadion: Estádio Kléber Andrade, Cariacica Toeschouwers: 5.984 Scheidsrechter: Claudia Umpiérrez |
| 2 november 2019 20:00 |         |               |               | Stadion: Estádio Kléber Andrade, Cariacica Toeschouwers: 5.984 Scheidsrechter: Claudia Umpiérrez |
|                       |         |               |               |                                                                                                  |

### Groep E
| Pos | Team         | Wed | W | G | V | Ptn | DV | DT | +/− | Kwalificatie       |
| --- | ------------ | --- | - | - | - | --- | -- | -- | --- | ------------------ |
| 1   | Spanje       | 3   | 2 | 1 | 0 | 7   | 7  | 1  | +6  | Naar Knock-outfase |
| 2   | Argentinië   | 3   | 2 | 1 | 0 | 7   | 6  | 2  | +4  | Naar Knock-outfase |
| 3   | Tadzjikistan | 3   | 1 | 0 | 2 | 3   | 3  | 8  | −5  |                    |
| 4   | Kameroen     | 3   | 0 | 0 | 3 | 0   | 1  | 6  | −5  |                    |

|                       |               |     |            |                                                                                            |
| 28 oktober 2019 17:00 | Spanje        | 0–0 | Argentinië | Stadion: Estádio Kléber Andrade, Cariacica Toeschouwers: 6.845 Scheidsrechter: Chris Beath |
| 28 oktober 2019 17:00 | wedstrijdinfo |     |            | Stadion: Estádio Kléber Andrade, Cariacica Toeschouwers: 6.845 Scheidsrechter: Chris Beath |
| 28 oktober 2019 17:00 |               |     |            | Stadion: Estádio Kléber Andrade, Cariacica Toeschouwers: 6.845 Scheidsrechter: Chris Beath |
| 28 oktober 2019 17:00 |               |     |            | Stadion: Estádio Kléber Andrade, Cariacica Toeschouwers: 6.845 Scheidsrechter: Chris Beath |
|                       |               |     |            |                                                                                            |

|                       |                                        |               |          |                                                                                             |
| 28 oktober 2019 20:00 | Tadzjikistan                           | 1–0           | Kameroen | Stadion: Estádio Kléber Andrade, Cariacica Toeschouwers: 5.934 Scheidsrechter: Nick Waldron |
| 28 oktober 2019 20:00 | Rahmatov 51' (pen.) Elmurodov 67', 72' | wedstrijdinfo |          | Stadion: Estádio Kléber Andrade, Cariacica Toeschouwers: 5.934 Scheidsrechter: Nick Waldron |
| 28 oktober 2019 20:00 |                                        |               |          | Stadion: Estádio Kléber Andrade, Cariacica Toeschouwers: 5.934 Scheidsrechter: Nick Waldron |
| 28 oktober 2019 20:00 |                                        |               |          | Stadion: Estádio Kléber Andrade, Cariacica Toeschouwers: 5.934 Scheidsrechter: Nick Waldron |
|                       |                                        |               |          |                                                                                             |

|                       |                                                      |               |                     |                                                                                            |
| 31 oktober 2019 17:00 | Spanje                                               | 5–1           | Tadzjikistan        | Stadion: Estádio Kléber Andrade, Cariacica Toeschouwers: 1.589 Scheidsrechter: Iván Barton |
| 31 oktober 2019 17:00 | Valera 4' Navarro 20', 64' Moreno 35' Larrubia 45+1' | wedstrijdinfo | 37' (e.d.) Carrillo | Stadion: Estádio Kléber Andrade, Cariacica Toeschouwers: 1.589 Scheidsrechter: Iván Barton |
| 31 oktober 2019 17:00 |                                                      |               |                     | Stadion: Estádio Kléber Andrade, Cariacica Toeschouwers: 1.589 Scheidsrechter: Iván Barton |
| 31 oktober 2019 17:00 |                                                      |               |                     | Stadion: Estádio Kléber Andrade, Cariacica Toeschouwers: 1.589 Scheidsrechter: Iván Barton |
|                       |                                                      |               |                     |                                                                                            |

|                       |          |               |                                      |                                                                                                |
| 31 oktober 2019 20:00 | Kameroen | 1–3           | Argentinië                           | Stadion: Estádio Kléber Andrade, Cariacica Toeschouwers: 3.521 Scheidsrechter: Srđan Jovanović |
| 31 oktober 2019 20:00 | Bere 10' | wedstrijdinfo | 58' Flores 63' Krilanovich 88' Godoy | Stadion: Estádio Kléber Andrade, Cariacica Toeschouwers: 3.521 Scheidsrechter: Srđan Jovanović |
| 31 oktober 2019 20:00 |          |               |                                      | Stadion: Estádio Kléber Andrade, Cariacica Toeschouwers: 3.521 Scheidsrechter: Srđan Jovanović |
| 31 oktober 2019 20:00 |          |               |                                      | Stadion: Estádio Kléber Andrade, Cariacica Toeschouwers: 3.521 Scheidsrechter: Srđan Jovanović |
|                       |          |               |                                      |                                                                                                |

|                       |          |               |                       |                                                                                     |
| 3 november 2019 17:00 | Kameroen | 0–2           | Spanje                | Stadion: Estádio Bezerrão, Gama Toeschouwers: 1.415 Scheidsrechter: Adonai Escobedo |
| 3 november 2019 17:00 |          | wedstrijdinfo | 21' Escobar 42' Ilaix | Stadion: Estádio Bezerrão, Gama Toeschouwers: 1.415 Scheidsrechter: Adonai Escobedo |
| 3 november 2019 17:00 |          |               |                       | Stadion: Estádio Bezerrão, Gama Toeschouwers: 1.415 Scheidsrechter: Adonai Escobedo |
| 3 november 2019 17:00 |          |               |                       | Stadion: Estádio Bezerrão, Gama Toeschouwers: 1.415 Scheidsrechter: Adonai Escobedo |
|                       |          |               |                       |                                                                                     |

|                       |                           |               |                   |                                                                                               |
| 3 november 2019 17:00 | Argentinië                | 3–1           | Tadzjikistan      | Stadion: Estádio Kléber Andrade, Cariacica Toeschouwers: 3.419 Scheidsrechter: Redouane Jiyed |
| 3 november 2019 17:00 | Orozco 38', 78' Godoy 89' | wedstrijdinfo | 81' (pen.) Soirov | Stadion: Estádio Kléber Andrade, Cariacica Toeschouwers: 3.419 Scheidsrechter: Redouane Jiyed |
| 3 november 2019 17:00 |                           |               |                   | Stadion: Estádio Kléber Andrade, Cariacica Toeschouwers: 3.419 Scheidsrechter: Redouane Jiyed |
| 3 november 2019 17:00 |                           |               |                   | Stadion: Estádio Kléber Andrade, Cariacica Toeschouwers: 3.419 Scheidsrechter: Redouane Jiyed |
|                       |                           |               |                   |                                                                                               |

### Groep F
| Pos | Team             | Wed | W | G | V | Ptn | DV | DT | +/− | Kwalificatie       |
| --- | ---------------- | --- | - | - | - | --- | -- | -- | --- | ------------------ |
| 1   | Paraguay         | 3   | 2 | 1 | 0 | 7   | 9  | 1  | +8  | Naar Knock-outfase |
| 2   | Italië           | 3   | 2 | 0 | 1 | 6   | 8  | 3  | +5  | Naar Knock-outfase |
| 3   | Mexico           | 3   | 1 | 1 | 1 | 4   | 9  | 2  | +7  | Naar Knock-outfase |
| 4   | Salomonseilanden | 3   | 0 | 0 | 3 | 0   | 0  | 20 | −20 |                    |

|                       |                  |               |                                                  |                                                                                  |
| 28 oktober 2019 17:00 | Salomonseilanden | 0–5           | Italië                                           | Stadion: Estádio Bezerrão, Gama Toeschouwers: 859 Scheidsrechter: Redouane Jiyed |
| 28 oktober 2019 17:00 |                  | wedstrijdinfo | 24', 34' Gnonto 29' Cudrig 75' Tongya 81' Capone | Stadion: Estádio Bezerrão, Gama Toeschouwers: 859 Scheidsrechter: Redouane Jiyed |
| 28 oktober 2019 17:00 |                  |               |                                                  | Stadion: Estádio Bezerrão, Gama Toeschouwers: 859 Scheidsrechter: Redouane Jiyed |
| 28 oktober 2019 17:00 |                  |               |                                                  | Stadion: Estádio Bezerrão, Gama Toeschouwers: 859 Scheidsrechter: Redouane Jiyed |
|                       |                  |               |                                                  |                                                                                  |

|                       |          |               |             |                                                                                  |
| 28 oktober 2019 20:00 | Paraguay | 0–0           | Mexico      | Stadion: Estádio Bezerrão, Gama Toeschouwers: 710 Scheidsrechter: Georgi Kabakov |
| 28 oktober 2019 20:00 |          | wedstrijdinfo | 69' Pizzuto | Stadion: Estádio Bezerrão, Gama Toeschouwers: 710 Scheidsrechter: Georgi Kabakov |
| 28 oktober 2019 20:00 |          |               |             | Stadion: Estádio Bezerrão, Gama Toeschouwers: 710 Scheidsrechter: Georgi Kabakov |
| 28 oktober 2019 20:00 |          |               |             | Stadion: Estádio Bezerrão, Gama Toeschouwers: 710 Scheidsrechter: Georgi Kabakov |
|                       |          |               |             |                                                                                  |

|                       |                  |               |                                                                                 |                                                                                |
| 31 oktober 2019 17:00 | Salomonseilanden | 0–7           | Paraguay                                                                        | Stadion: Estádio Bezerrão, Gama Toeschouwers: 571 Scheidsrechter: Victor Gomes |
| 31 oktober 2019 17:00 |                  | wedstrijdinfo | 3' Noguera 43' Segovia 65', 89' Torres 68' Presentado 78' Barrios 88' D. Duarte | Stadion: Estádio Bezerrão, Gama Toeschouwers: 571 Scheidsrechter: Victor Gomes |
| 31 oktober 2019 17:00 |                  |               |                                                                                 | Stadion: Estádio Bezerrão, Gama Toeschouwers: 571 Scheidsrechter: Victor Gomes |
| 31 oktober 2019 17:00 |                  |               |                                                                                 | Stadion: Estádio Bezerrão, Gama Toeschouwers: 571 Scheidsrechter: Victor Gomes |
|                       |                  |               |                                                                                 |                                                                                |

|                       |                              |               |                         |                                                                                |
| 31 oktober 2019 20:00 | Mexico                       | 1–2           | Italië                  | Stadion: Estádio Bezerrão, Gama Toeschouwers: 1.611 Scheidsrechter: Diego Haro |
| 31 oktober 2019 20:00 | Álvarez 90+2' Martinez 90+5' | wedstrijdinfo | 74' Gnonto 90+4' Udogie | Stadion: Estádio Bezerrão, Gama Toeschouwers: 1.611 Scheidsrechter: Diego Haro |
| 31 oktober 2019 20:00 |                              |               |                         | Stadion: Estádio Bezerrão, Gama Toeschouwers: 1.611 Scheidsrechter: Diego Haro |
| 31 oktober 2019 20:00 |                              |               |                         | Stadion: Estádio Bezerrão, Gama Toeschouwers: 1.611 Scheidsrechter: Diego Haro |
|                       |                              |               |                         |                                                                                |

|                       |                                                                      |               |                  |                                                                                             |
| 3 november 2019 20:00 | Mexico                                                               | 8–0           | Salomonseilanden | Stadion: Estádio Kléber Andrade, Cariacica Toeschouwers: 1.916 Scheidsrechter: Andrés Rojas |
| 3 november 2019 20:00 | Álvarez 2', 63' A. Gómez 33', 80' Puente 44' Luna 58', 90' Ávila 72' | wedstrijdinfo |                  | Stadion: Estádio Kléber Andrade, Cariacica Toeschouwers: 1.916 Scheidsrechter: Andrés Rojas |
| 3 november 2019 20:00 |                                                                      |               |                  | Stadion: Estádio Kléber Andrade, Cariacica Toeschouwers: 1.916 Scheidsrechter: Andrés Rojas |
| 3 november 2019 20:00 |                                                                      |               |                  | Stadion: Estádio Kléber Andrade, Cariacica Toeschouwers: 1.916 Scheidsrechter: Andrés Rojas |
|                       |                                                                      |               |                  |                                                                                             |

|                       |           |               |                            |                                                                                   |
| 3 november 2019 20:00 | Italië    | 1–2           | Paraguay                   | Stadion: Estádio Bezerrão, Gama Toeschouwers: 824 Scheidsrechter: Khamis Al-Marri |
| 3 november 2019 20:00 | Pirola 3' | wedstrijdinfo | 37' D. Duarte 52' Quiñónez | Stadion: Estádio Bezerrão, Gama Toeschouwers: 824 Scheidsrechter: Khamis Al-Marri |
| 3 november 2019 20:00 |           |               |                            | Stadion: Estádio Bezerrão, Gama Toeschouwers: 824 Scheidsrechter: Khamis Al-Marri |
| 3 november 2019 20:00 |           |               |                            | Stadion: Estádio Bezerrão, Gama Toeschouwers: 824 Scheidsrechter: Khamis Al-Marri |
|                       |           |               |                            |                                                                                   |

### Stand derde geplaatste teams
De vier beste derde geplaatste teams gaan door naar de volgende ronde.
| Pos | Grp | Team          | Wed | W | G | V | Ptn | DV | DT | +/− | Kwalificatie       |
| --- | --- | ------------- | --- | - | - | - | --- | -- | -- | --- | ------------------ |
| 1   | F   | Mexico        | 3   | 1 | 1 | 1 | 4   | 9  | 2  | +7  | Naar Knock-outfase |
| 2   | B   | Australië     | 3   | 1 | 1 | 1 | 4   | 5  | 5  | 0   | Naar Knock-outfase |
| 3   | C   | Chili         | 3   | 1 | 0 | 2 | 3   | 5  | 6  | −1  | Naar Knock-outfase |
| 4   | D   | Nederland     | 3   | 1 | 0 | 2 | 3   | 5  | 6  | −1  | Naar Knock-outfase |
| 5   | A   | Nieuw-Zeeland | 3   | 1 | 0 | 2 | 3   | 2  | 5  | −3  |                    |
| 6   | E   | Tadzjikistan  | 3   | 1 | 0 | 2 | 3   | 3  | 8  | −5  |                    |

1. 1 2  Fair play punten: Chili −4, Nederland −9.

## Knock-outfase
Voor de wedstrijden in de knockout-fase geldt dat, indien een wedstrijd na de reguliere 90 minuten nog onbeslist is, er direct wordt overgegaan tot het nemen van strafschoppen om de winnaar te bepalen. Er worden dus geen verlengingen gespeeld.
Voor de achtste finales zullen de teams op de volgende wijze aan elkaar gekoppeld worden:
| Thuis           | Uit               |
| --------------- | ----------------- |
| Tweede groep A  | Tweede groep C    |
| Winnaar groep D | Derde groep B/E/F |
| Winnaar groep B | Derde groep A/C/D |
| Winnaar groep F | Tweede groep E    |
| Winnaar groep E | Tweede groep D    |
| Winnaar groep C | Derde groep A/B/F |
| Tweede groep B  | Tweede groep F    |
| Winnaar groep A | Derde groep C/D/E |

De winnaars van groep A, B, C en D spelen tegen de vier beste derde geplaatste teams. Tegen welk team exact, is afhankelijk van uit welke groepen deze teams afkomstig zijn. De volgende combinaties kunnen zich voordoen:
| Derde geplaatste teams afkomstig uit de groupen | Derde geplaatste teams afkomstig uit de groupen | Derde geplaatste teams afkomstig uit de groupen | Derde geplaatste teams afkomstig uit de groupen | Derde geplaatste teams afkomstig uit de groupen | Derde geplaatste teams afkomstig uit de groupen |    | 1A vs | 1B vs | 1C vs | 1D vs |
| ----------------------------------------------- | ----------------------------------------------- | ----------------------------------------------- | ----------------------------------------------- | ----------------------------------------------- | ----------------------------------------------- | -- | ----- | ----- | ----- | ----- |
| A                                               | B                                               | C                                               | D                                               |                                                 |                                                 | 3C | 3D    | 3A    | 3B    |       |
| A                                               | B                                               | C                                               |                                                 | E                                               |                                                 | 3C | 3A    | 3B    | 3E    |       |
| A                                               | B                                               | C                                               |                                                 |                                                 | F                                               | 3C | 3A    | 3B    | 3F    |       |
| A                                               | B                                               |                                                 | D                                               | E                                               |                                                 | 3D | 3A    | 3B    | 3E    |       |
| A                                               | B                                               |                                                 | D                                               |                                                 | F                                               | 3D | 3A    | 3B    | 3F    |       |
| A                                               | B                                               |                                                 |                                                 | E                                               | F                                               | 3E | 3A    | 3B    | 3F    |       |
| A                                               |                                                 | C                                               | D                                               | E                                               |                                                 | 3C | 3D    | 3A    | 3E    |       |
| A                                               |                                                 | C                                               | D                                               |                                                 | F                                               | 3C | 3D    | 3A    | 3F    |       |
| A                                               |                                                 | C                                               |                                                 | E                                               | F                                               | 3C | 3A    | 3F    | 3E    |       |
| A                                               |                                                 |                                                 | D                                               | E                                               | F                                               | 3D | 3A    | 3F    | 3E    |       |
|                                                 | B                                               | C                                               | D                                               | E                                               |                                                 | 3C | 3D    | 3B    | 3E    |       |
|                                                 | B                                               | C                                               | D                                               |                                                 | F                                               | 3C | 3D    | 3B    | 3F    |       |
|                                                 | B                                               | C                                               |                                                 | E                                               | F                                               | 3E | 3C    | 3B    | 3F    |       |
|                                                 | B                                               |                                                 | D                                               | E                                               | F                                               | 3E | 3D    | 3B    | 3F    |       |
|                                                 |                                                 | C                                               | D                                               | E                                               | F                                               | 3C | 3D    | 3F    | 3E    |       |

### Schema
|  | Achtste finales             | Achtste finales              |                              |       | Kwartfinales | Kwartfinales |                          |                          | Halve finales | Halve finales |  |  | Finale | Finale |
|  |                             |                              |                              |       |              |              |                          |                          |               |               |  |  |        |        |
|  | 5 nov – Goiânia (Olímpico)  |                              |                              |       |              |              |                          |                          |               |               |  |  |        |        |
|  |                             |                              |                              |       |              |              |                          |                          |               |               |  |  |        |        |
|  | Angola                      | 0                            |                              |       |              |              |                          |                          |               |               |  |  |        |        |
|  | Angola                      | 0                            | 10 nov – Cariacica (Andrade) |       |              |              |                          |                          |               |               |  |  |        |        |
|  | Zuid-Korea                  | 1                            |                              |       |              |              |                          |                          |               |               |  |  |        |        |
|  | Zuid-Korea                  | 1                            | Zuid-Korea                   | 0     |              |              |                          |                          |               |               |  |  |        |        |
|  | 6 nov – Gama (Bezerrão)     |                              | Zuid-Korea                   | 0     |              |              |                          |                          |               |               |  |  |        |        |
|  |                             | Mexico                       | 1                            |       |              |              |                          |                          |               |               |  |  |        |        |
|  | Japan                       | Mexico                       | 1                            | 0     |              |              |                          |                          |               |               |  |  |        |        |
|  | Japan                       |                              | 14 nov – Gama (Bezerrão)     | 0     |              |              |                          |                          |               |               |  |  |        |        |
|  | Mexico                      | 2                            |                              |       |              |              |                          |                          |               |               |  |  |        |        |
|  | Mexico                      | 2                            | Mexico (ns)                  | 1 (4) |              |              |                          |                          |               |               |  |  |        |        |
|  | 5 nov – Goiânia (Olímpico)  |                              | Mexico (ns)                  | 1 (4) |              |              |                          |                          |               |               |  |  |        |        |
|  |                             | Nederland                    | 1 (3)                        |       |              |              |                          |                          |               |               |  |  |        |        |
|  | Nigeria                     | Nederland                    | 1 (3)                        | 1     |              |              |                          |                          |               |               |  |  |        |        |
|  | Nigeria                     | 10 nov – Cariacica (Andrade) |                              | 1     |              |              |                          |                          |               |               |  |  |        |        |
|  | Nederland                   | 3                            |                              |       |              |              |                          |                          |               |               |  |  |        |        |
|  | Nederland                   | 3                            | Nederland                    | 4     |              |              |                          |                          |               |               |  |  |        |        |
|  | 7 nov – Cariacica (Andrade) |                              | Nederland                    | 4     |              |              |                          |                          |               |               |  |  |        |        |
|  |                             | Paraguay                     | 1                            |       |              |              |                          |                          |               |               |  |  |        |        |
|  | Paraguay                    | Paraguay                     | 1                            | 3     |              |              |                          |                          |               |               |  |  |        |        |
|  | Paraguay                    |                              | 17 nov – Gama (Bezerrão)     | 3     |              |              |                          |                          |               |               |  |  |        |        |
|  | Argentinië                  | 2                            |                              |       |              |              |                          |                          |               |               |  |  |        |        |
|  | Argentinië                  | 2                            | Mexico                       | 1     |              |              |                          |                          |               |               |  |  |        |        |
|  | 6 nov – Goiânia (Serrinha)  |                              | Mexico                       | 1     |              |              |                          |                          |               |               |  |  |        |        |
|  |                             | Brazilië                     | 2                            |       |              |              |                          |                          |               |               |  |  |        |        |
|  | Spanje                      | Brazilië                     | 2                            | 2     |              |              |                          |                          |               |               |  |  |        |        |
|  | Spanje                      | 11 nov – Goiânia (Olímpico)  |                              | 2     |              |              |                          |                          |               |               |  |  |        |        |
|  | Senegal                     | 1                            |                              |       |              |              |                          |                          |               |               |  |  |        |        |
|  | Senegal                     | 1                            | Spanje                       | 1     |              |              |                          |                          |               |               |  |  |        |        |
|  | 6 nov – Goiânia (Serrinha)  |                              | Spanje                       | 1     |              |              |                          |                          |               |               |  |  |        |        |
|  |                             | Frankrijk                    | 6                            |       |              |              |                          |                          |               |               |  |  |        |        |
|  | Frankrijk                   | Frankrijk                    | 6                            | 4     |              |              |                          |                          |               |               |  |  |        |        |
|  | Frankrijk                   |                              | 14 nov – Gama (Bezerrão)     | 4     |              |              |                          |                          |               |               |  |  |        |        |
|  | Australië                   | 0                            |                              |       |              |              |                          |                          |               |               |  |  |        |        |
|  | Australië                   | 0                            | Frankrijk                    | 2     |              |              |                          |                          |               |               |  |  |        |        |
|  | 7 nov – Cariacica (Andrade) |                              | Frankrijk                    | 2     |              |              |                          |                          |               |               |  |  |        |        |
|  |                             | Brazilië                     | 3                            |       | Troostfinale | Troostfinale |                          |                          |               |               |  |  |        |        |
|  | Ecuador                     | Brazilië                     | 3                            | 0     | Troostfinale | Troostfinale |                          |                          |               |               |  |  |        |        |
|  | Ecuador                     | 11 nov – Goiânia (Olímpico)  | 11 nov – Goiânia (Olímpico)  | 0     |              |              | 17 nov – Gama (Bezerrão) | 17 nov – Gama (Bezerrão) |               |               |  |  |        |        |
|  | Italië                      | 11 nov – Goiânia (Olímpico)  | 11 nov – Goiânia (Olímpico)  | 1     |              |              | 17 nov – Gama (Bezerrão) | 17 nov – Gama (Bezerrão) |               |               |  |  |        |        |
|  | Italië                      | Italië                       | 0                            | 1     | Nederland    | 1            |                          |                          |               |               |  |  |        |        |
|  | 6 nov – Gama (Bezerrão)     | Italië                       | 0                            |       | Nederland    | 1            |                          |                          |               |               |  |  |        |        |
|  |                             | Brazilië                     | 2                            |       | Frankrijk    | 3            |                          |                          |               |               |  |  |        |        |
|  | Brazilië                    | Brazilië                     | 2                            | 3     | Frankrijk    | 3            |                          |                          |               |               |  |  |        |        |
|  | Brazilië                    |                              |                              | 3     |              |              |                          |                          |               |               |  |  |        |        |
|  | Chili                       | 2                            |                              |       |              |              |                          |                          |               |               |  |  |        |        |
|  | Chili                       | 2                            |                              |       |              |              |                          |                          |               |               |  |  |        |        |

### Achtste finales
|                       |        |               |                  |                                                                                      |
| 5 november 2019 16:30 | Angola | 0–1           | Zuid-Korea       | Stadion: Estádio Olímpico, Goiânia Toeschouwers: 390 Scheidsrechter: Srđan Jovanović |
| 5 november 2019 16:30 |        | wedstrijdinfo | 33' Choi Min-seo | Stadion: Estádio Olímpico, Goiânia Toeschouwers: 390 Scheidsrechter: Srđan Jovanović |
| 5 november 2019 16:30 |        |               |                  | Stadion: Estádio Olímpico, Goiânia Toeschouwers: 390 Scheidsrechter: Srđan Jovanović |
| 5 november 2019 16:30 |        |               |                  | Stadion: Estádio Olímpico, Goiânia Toeschouwers: 390 Scheidsrechter: Srđan Jovanović |
|                       |        |               |                  |                                                                                      |

|                       |              |               |                            |                                                                                    |
| 5 november 2019 20:00 | Nigeria      | 1–3           | Nederland                  | Stadion: Estádio Olímpico, Goiânia Toeschouwers: 664 Scheidsrechter: Mario Escobar |
| 5 november 2019 20:00 | Olusegun 12' | wedstrijdinfo | 4', 15', 80' (pen.) Hansen | Stadion: Estádio Olímpico, Goiânia Toeschouwers: 664 Scheidsrechter: Mario Escobar |
| 5 november 2019 20:00 |              |               |                            | Stadion: Estádio Olímpico, Goiânia Toeschouwers: 664 Scheidsrechter: Mario Escobar |
| 5 november 2019 20:00 |              |               |                            | Stadion: Estádio Olímpico, Goiânia Toeschouwers: 664 Scheidsrechter: Mario Escobar |
|                       |              |               |                            |                                                                                    |

|                       |                        |               |             |                                                                                            |
| 6 november 2019 16:30 | Spanje                 | 2–1           | Senegal     | Stadion: Estádio da Serrinha, Goiânia Toeschouwers: 483 Scheidsrechter: Guillermo Guerrero |
| 6 november 2019 16:30 | Navarro 27' Valera 59' | wedstrijdinfo | 85' S. Faye | Stadion: Estádio da Serrinha, Goiânia Toeschouwers: 483 Scheidsrechter: Guillermo Guerrero |
| 6 november 2019 16:30 |                        |               |             | Stadion: Estádio da Serrinha, Goiânia Toeschouwers: 483 Scheidsrechter: Guillermo Guerrero |
| 6 november 2019 16:30 |                        |               |             | Stadion: Estádio da Serrinha, Goiânia Toeschouwers: 483 Scheidsrechter: Guillermo Guerrero |
|                       |                        |               |             |                                                                                            |

|                       |       |               |                       |                                                                                     |
| 6 november 2019 16:30 | Japan | 0–2           | Mexico                | Stadion: Estádio Bezerrão, Gama Toeschouwers: 545 Scheidsrechter: Amin Mohamed Omar |
| 6 november 2019 16:30 |       | wedstrijdinfo | 57' Pizzuto 74' Muñóz | Stadion: Estádio Bezerrão, Gama Toeschouwers: 545 Scheidsrechter: Amin Mohamed Omar |
| 6 november 2019 16:30 |       |               |                       | Stadion: Estádio Bezerrão, Gama Toeschouwers: 545 Scheidsrechter: Amin Mohamed Omar |
| 6 november 2019 16:30 |       |               |                       | Stadion: Estádio Bezerrão, Gama Toeschouwers: 545 Scheidsrechter: Amin Mohamed Omar |
|                       |       |               |                       |                                                                                     |

|                       |                                 |               |               |                                                                                       |
| 6 november 2019 20:00 | Brazilië                        | 3–2           | Chili         | Stadion: Estádio Bezerrão, Gama Toeschouwers: 12.534 Scheidsrechter: Andris Treimanis |
| 6 november 2019 20:00 | Kaio 8', 45+2' (pen.) Diego 65' | wedstrijdinfo | 25', 41' Cruz | Stadion: Estádio Bezerrão, Gama Toeschouwers: 12.534 Scheidsrechter: Andris Treimanis |
| 6 november 2019 20:00 |                                 |               |               | Stadion: Estádio Bezerrão, Gama Toeschouwers: 12.534 Scheidsrechter: Andris Treimanis |
| 6 november 2019 20:00 |                                 |               |               | Stadion: Estádio Bezerrão, Gama Toeschouwers: 12.534 Scheidsrechter: Andris Treimanis |
|                       |                                 |               |               |                                                                                       |

|                       |                               |               |              |                                                                                           |
| 6 november 2019 20:00 | Frankrijk                     | 4–0           | Australië    | Stadion: Estádio da Serrinha, Goiânia Toeschouwers: 814 Scheidsrechter: Claudia Umpiérrez |
| 6 november 2019 20:00 | Mbuku 6', 74', 82' Millot 87' | wedstrijdinfo | 55' Mlinaric | Stadion: Estádio da Serrinha, Goiânia Toeschouwers: 814 Scheidsrechter: Claudia Umpiérrez |
| 6 november 2019 20:00 |                               |               |              | Stadion: Estádio da Serrinha, Goiânia Toeschouwers: 814 Scheidsrechter: Claudia Umpiérrez |
| 6 november 2019 20:00 |                               |               |              | Stadion: Estádio da Serrinha, Goiânia Toeschouwers: 814 Scheidsrechter: Claudia Umpiérrez |
|                       |                               |               |              |                                                                                           |

|                       |         |               |               |                                                                                            |
| 7 november 2019 16:30 | Ecuador | 0–1           | Italië        | Stadion: Estádio Kléber Andrade, Cariacica Toeschouwers: 2.014 Scheidsrechter: Chris Beath |
| 7 november 2019 16:30 |         | wedstrijdinfo | 76' Oristanio | Stadion: Estádio Kléber Andrade, Cariacica Toeschouwers: 2.014 Scheidsrechter: Chris Beath |
| 7 november 2019 16:30 |         |               |               | Stadion: Estádio Kléber Andrade, Cariacica Toeschouwers: 2.014 Scheidsrechter: Chris Beath |
| 7 november 2019 16:30 |         |               |               | Stadion: Estádio Kléber Andrade, Cariacica Toeschouwers: 2.014 Scheidsrechter: Chris Beath |
|                       |         |               |               |                                                                                            |

|                       |                                          |               |                                       |                                                                                               |
| 7 november 2019 20:00 | Paraguay                                 | 3–2           | Argentinië                            | Stadion: Estádio Kléber Andrade, Cariacica Toeschouwers: 3.957 Scheidsrechter: Georgi Kabakov |
| 7 november 2019 20:00 | Cano 58' (e.d.) Torres 73' D. Duarte 86' | wedstrijdinfo | 27' Zeballos 42' Godoy 90+7' Palacios | Stadion: Estádio Kléber Andrade, Cariacica Toeschouwers: 3.957 Scheidsrechter: Georgi Kabakov |
| 7 november 2019 20:00 |                                          |               |                                       | Stadion: Estádio Kléber Andrade, Cariacica Toeschouwers: 3.957 Scheidsrechter: Georgi Kabakov |
| 7 november 2019 20:00 |                                          |               |                                       | Stadion: Estádio Kléber Andrade, Cariacica Toeschouwers: 3.957 Scheidsrechter: Georgi Kabakov |
|                       |                                          |               |                                       |                                                                                               |

### Kwartfinales
|                        |                                            |               |                 |                                                                                                |
| 10 november 2019 16:30 | Nederland                                  | 4–1           | Paraguay        | Stadion: Estádio Kléber Andrade, Cariacica Toeschouwers: 5.882 Scheidsrechter: Khamis Al-Marri |
| 10 november 2019 16:30 | Hoever 30' Hansen 40' Braaf 78' Ünüvar 86' | wedstrijdinfo | 45+1' D. Duarte | Stadion: Estádio Kléber Andrade, Cariacica Toeschouwers: 5.882 Scheidsrechter: Khamis Al-Marri |
| 10 november 2019 16:30 |                                            |               |                 | Stadion: Estádio Kléber Andrade, Cariacica Toeschouwers: 5.882 Scheidsrechter: Khamis Al-Marri |
| 10 november 2019 16:30 |                                            |               |                 | Stadion: Estádio Kléber Andrade, Cariacica Toeschouwers: 5.882 Scheidsrechter: Khamis Al-Marri |
|                        |                                            |               |                 |                                                                                                |

|                        |            |               |           |                                                                                           |
| 10 november 2019 20:00 | Zuid-Korea | 0–1           | Mexico    | Stadion: Estádio Kléber Andrade, Cariacica Toeschouwers: 5.087 Scheidsrechter: Diego Haro |
| 10 november 2019 20:00 |            | wedstrijdinfo | 77' Ávila | Stadion: Estádio Kléber Andrade, Cariacica Toeschouwers: 5.087 Scheidsrechter: Diego Haro |
| 10 november 2019 20:00 |            |               |           | Stadion: Estádio Kléber Andrade, Cariacica Toeschouwers: 5.087 Scheidsrechter: Diego Haro |
| 10 november 2019 20:00 |            |               |           | Stadion: Estádio Kléber Andrade, Cariacica Toeschouwers: 5.087 Scheidsrechter: Diego Haro |
|                        |            |               |           |                                                                                           |

|                        |           |               |                                                                          |                                                                                      |
| 11 november 2019 16:30 | Spanje    | 1–6           | Frankrijk                                                                | Stadion: Estádio Olímpico, Goiânia Toeschouwers: 1.049 Scheidsrechter: István Kovács |
| 11 november 2019 16:30 | Valera 9' | wedstrijdinfo | 21' Kouassi 36' Mbuku 46' Lihadji 54' Pembele 59' Rutter 90+3' Aouchiche | Stadion: Estádio Olímpico, Goiânia Toeschouwers: 1.049 Scheidsrechter: István Kovács |
| 11 november 2019 16:30 |           |               |                                                                          | Stadion: Estádio Olímpico, Goiânia Toeschouwers: 1.049 Scheidsrechter: István Kovács |
| 11 november 2019 16:30 |           |               |                                                                          | Stadion: Estádio Olímpico, Goiânia Toeschouwers: 1.049 Scheidsrechter: István Kovács |
|                        |           |               |                                                                          |                                                                                      |

|                        |        |               |                       |                                                                                        |
| 11 november 2019 20:00 | Italië | 0–2           | Brazilië              | Stadion: Estádio Olímpico, Goiânia Toeschouwers: 8.743 Scheidsrechter: Adonai Escobedo |
| 11 november 2019 20:00 |        | wedstrijdinfo | 6' Patryck 40' Peglow | Stadion: Estádio Olímpico, Goiânia Toeschouwers: 8.743 Scheidsrechter: Adonai Escobedo |
| 11 november 2019 20:00 |        |               |                       | Stadion: Estádio Olímpico, Goiânia Toeschouwers: 8.743 Scheidsrechter: Adonai Escobedo |
| 11 november 2019 20:00 |        |               |                       | Stadion: Estádio Olímpico, Goiânia Toeschouwers: 8.743 Scheidsrechter: Adonai Escobedo |
|                        |        |               |                       |                                                                                        |

### Halve finales
|                        |                                             |               |                                             |                                                                                        |
| 14 november 2019 16:30 | Mexico                                      | 1–1 4–3 pen.  | Nederland                                   | Stadion: Estádio Bezerrão, Gama Toeschouwers: 1.122 Scheidsrechter: Guillermo Guerrero |
| 14 november 2019 16:30 | Álvarez 79'                                 | wedstrijdinfo | 74' (e.d.) Muñóz                            | Stadion: Estádio Bezerrão, Gama Toeschouwers: 1.122 Scheidsrechter: Guillermo Guerrero |
| 14 november 2019 16:30 | Strafschoppen                               |               |                                             | Stadion: Estádio Bezerrão, Gama Toeschouwers: 1.122 Scheidsrechter: Guillermo Guerrero |
| 14 november 2019 16:30 | Álvarez Muñóz A. Gómez Pizzuto Gómez Guzmán |               | Maatsen Ünüvar Taabouni Braaf Hansen Regeer | Stadion: Estádio Bezerrão, Gama Toeschouwers: 1.122 Scheidsrechter: Guillermo Guerrero |
|                        |                                             |               |                                             |                                                                                        |

|                        |                         |               |                               |                                                                                  |
| 14 november 2019 20:00 | Frankrijk               | 2–3           | Brazilië                      | Stadion: Estádio Bezerrão, Gama Toeschouwers: 13.587 Scheidsrechter: Iván Barton |
| 14 november 2019 20:00 | Kalimuendo 7' Mbuku 13' | wedstrijdinfo | 62' Kaio 76' Veron 89' Lázaro | Stadion: Estádio Bezerrão, Gama Toeschouwers: 13.587 Scheidsrechter: Iván Barton |
| 14 november 2019 20:00 |                         |               |                               | Stadion: Estádio Bezerrão, Gama Toeschouwers: 13.587 Scheidsrechter: Iván Barton |
| 14 november 2019 20:00 |                         |               |                               | Stadion: Estádio Bezerrão, Gama Toeschouwers: 13.587 Scheidsrechter: Iván Barton |
|                        |                         |               |                               |                                                                                  |

### Troostfinale
|                        |              |               |                          |                                                                                    |
| 17 november 2019 15:00 | Nederland    | 1–3           | Frankrijk                | Stadion: Estádio Bezerrão, Gama Toeschouwers: 1.232 Scheidsrechter: Andreas Ekberg |
| 17 november 2019 15:00 | Taabouni 15' | wedstrijdinfo | 22', 54', 62' Kalimuendo | Stadion: Estádio Bezerrão, Gama Toeschouwers: 1.232 Scheidsrechter: Andreas Ekberg |
| 17 november 2019 15:00 |              |               |                          | Stadion: Estádio Bezerrão, Gama Toeschouwers: 1.232 Scheidsrechter: Andreas Ekberg |
| 17 november 2019 15:00 |              |               |                          | Stadion: Estádio Bezerrão, Gama Toeschouwers: 1.232 Scheidsrechter: Andreas Ekberg |
|                        |              |               |                          |                                                                                    |

### Finale
|                        |              |               |                              |                                                                                       |
| 17 november 2019 19:00 | Mexico       | 1–2           | Brazilië                     | Stadion: Estádio Bezerrão, Gama Toeschouwers: 13.843 Scheidsrechter: Andris Treimanis |
| 17 november 2019 19:00 | González 66' | wedstrijdinfo | 84' (pen.) Kaio 90+3' Lázaro | Stadion: Estádio Bezerrão, Gama Toeschouwers: 13.843 Scheidsrechter: Andris Treimanis |
| 17 november 2019 19:00 |              |               |                              | Stadion: Estádio Bezerrão, Gama Toeschouwers: 13.843 Scheidsrechter: Andris Treimanis |
| 17 november 2019 19:00 |              |               |                              | Stadion: Estádio Bezerrão, Gama Toeschouwers: 13.843 Scheidsrechter: Andris Treimanis |
|                        |              |               |                              |                                                                                       |

## Statistieken

### Doelpuntenmakers
6 doelpunten
- Sontje Hansen

5 doelpunten
- Kaio Jorge
- Arnaud Kalimuendo
- Nathanaël Mbuku

4 doelpunten
- Noah Botic
- Efraín Álvarez
- Diego Duarte

3 doelpunten
- Matías Godoy
- João Peglow
- Gabriel Veron
- Isaac Lihadji
- Georginio Rutter
- Degnand Gnonto
- Ibrahim Said
- Diego Joel Torres
- Pape Sarr
- Roberto Navarro
- Germán Valera

2 doelpunten
- Zini
- Franco Orozco
- Lázaro
- Talles Magno
- Diego Rosa
- Jacen Russell-Rowe
- Joan Cruz
- Johan Mina
- Timothée Pembele
- András Németh
- Jun Nishikawa
- Yamato Wakatsuki
- Ali Ávila
- Alejandro Gómez
- Israel Luna
- Jayden Braaf
- Mohamed Taabouni
- Matthew Garbett
- Samson Tijani
- Aliou Balde
- Souleymane Faye
- Choi Min-seo

1 doelpunt
- David
- Alexis Flores
- Juan Pablo Krilanovich
- Exequiel Zeballos
- Caleb Watts
- Patryck
- Alexander Oroz
- Luis Rojas
- Gonzalo Tapia
- David Tati
- John Mercado
- Erick Plúas
- Pedro Vite
- Lucien Agoumé
- Adil Aouchiche
- Tanguy Kouassi
- Enzo Millot
- Samuel Jeanty
- Kervens Jolicoeur
- Carl Sainte
- Péter Baráth
- György Komáromi
- Sámuel Major
- Ákos Zuigeber
- Andrea Capone
- Nicolò Cudrig
- Gaetano Oristanio
- Lorenzo Pirola
- Franco Tongya
- Iyenoma Udogie
- François Bere
- Bryan González
- Santiago Muñóz
- Eugenio Pizzuto
- Luis Puente
- Naoufal Bannis
- Ki-Jana Hoever
- Naci Ünüvar
- Oluwatimilehin Adeniyi
- Usman Ibrahim
- Peter Olawale
- Olakunle Olusegun
- Fabio Barrios
- Junior Noguera
- Fernando Presentado
- Júnior Quiñónez
- Matías Segovia
- Amete Faye
- Jordi Escobar
- Moriba Ilaix
- David Larrubia
- Pablo Moreno
- Sharifbek Rahmatov
- Rustam Soirov
- Gianluca Busio
- Eom Ji-sung
- Jeong Sang-bin
- Paik Sang-hoon
- Hong Sung-wook

1 eigen doelpunt
- Lautaro Cano (tegen Paraguay)
- Anton Mlinaric (tegen Ecuador)
- Kobe Franklin (tegen Brazilië)
- Woodbens Ceneus (tegen Chili)
- Santiago Muñóz (tegen Nederland)
- Harry Bark (tegen Angola)
- Daniel Jinadu (tegen Ecuador)
- Álvaro Carrillo (tegen Tadzjikistan)

China 1985 · Canada 1987 · Schotland 1989 · Italië 1991 · Japan 1993 · Ecuador 1995 · Egypte 1997 · Nieuw-Zeeland 1999 · Trinidad en Tobago 2001 · Finland 2003 · Peru 2005 · Zuid-Korea 2007 · 
Nigeria 2009 · Mexico 2011 · Verenigde Arabische Emiraten 2013 · Chili 2015 · India 2017 · Brazilië 2019 · Peru 2021 · Indonesië 2023
Jeugd-WK's mannen: Onder 20

Jeugd-WK's vrouwen: Onder 17 · Onder 20